# Saules (Doubs)
Saules ist eine französische Gemeinde mit 232 Einwohnern (Stand: 1. Januar 2022) im Département Doubs in der Region Bourgogne-Franche-Comté.

## Geographie
Saules liegt auf 565 m über dem Meeresspiegel, vier Kilometer nordöstlich von Ornans und etwa 18 Kilometer südöstlich der Stadt Besançon (Luftlinie). Das Dorf erstreckt sich im Jura, auf einem westlichen Ausläufer des Plateaus von Valdahon, nördlich des Taleinschnitts der Loue.
Die Fläche des 7,64 km² großen Gemeindegebiets umfasst einen Abschnitt des französischen Juras. Der Hauptteil des Gebietes wird vom Plateau von Saules eingenommen, das durchschnittlich auf 580 m liegt. Es ist vorwiegend von Acker- und Wiesland, teils auch von Wald bestanden und steigt nach Osten leicht an. Mit 607 m wird hier die höchste Erhebung von Saules erreicht. Begrenzt wird das Plateau durch zwei tief eingeschnittene Kerbtäler: Im Norden verläuft das Tal des Flüsschens Brême, im Süden dasjenige des Ruisseau de Cornebouche. Beide Bäche sind Zuflüsse der Loue. Die steilen Talhänge werden verschiedenenorts von Felsbändern durchzogen. Im Westen liegt die Grenze am Rand des Plateaus oberhalb von Ornans.
Nachbargemeinden von Saules sind Bonnevaux-le-Prieuré und Charbonnières-les-Sapins im Norden, Guyans-Durnes im Osten, Durnes und Montgesoye im Süden sowie Ornans im Westen.

## Geschichte
Im Mittelalter gehörte Saules zur Herrschaft Durnes. Zusammen mit der Franche-Comté gelangte das Dorf mit dem Frieden von Nimwegen 1678 an Frankreich. Heute ist Saules Mitglied des 24 Ortschaften umfassenden Gemeindeverbandes Loue-Lison.

## Sehenswürdigkeiten

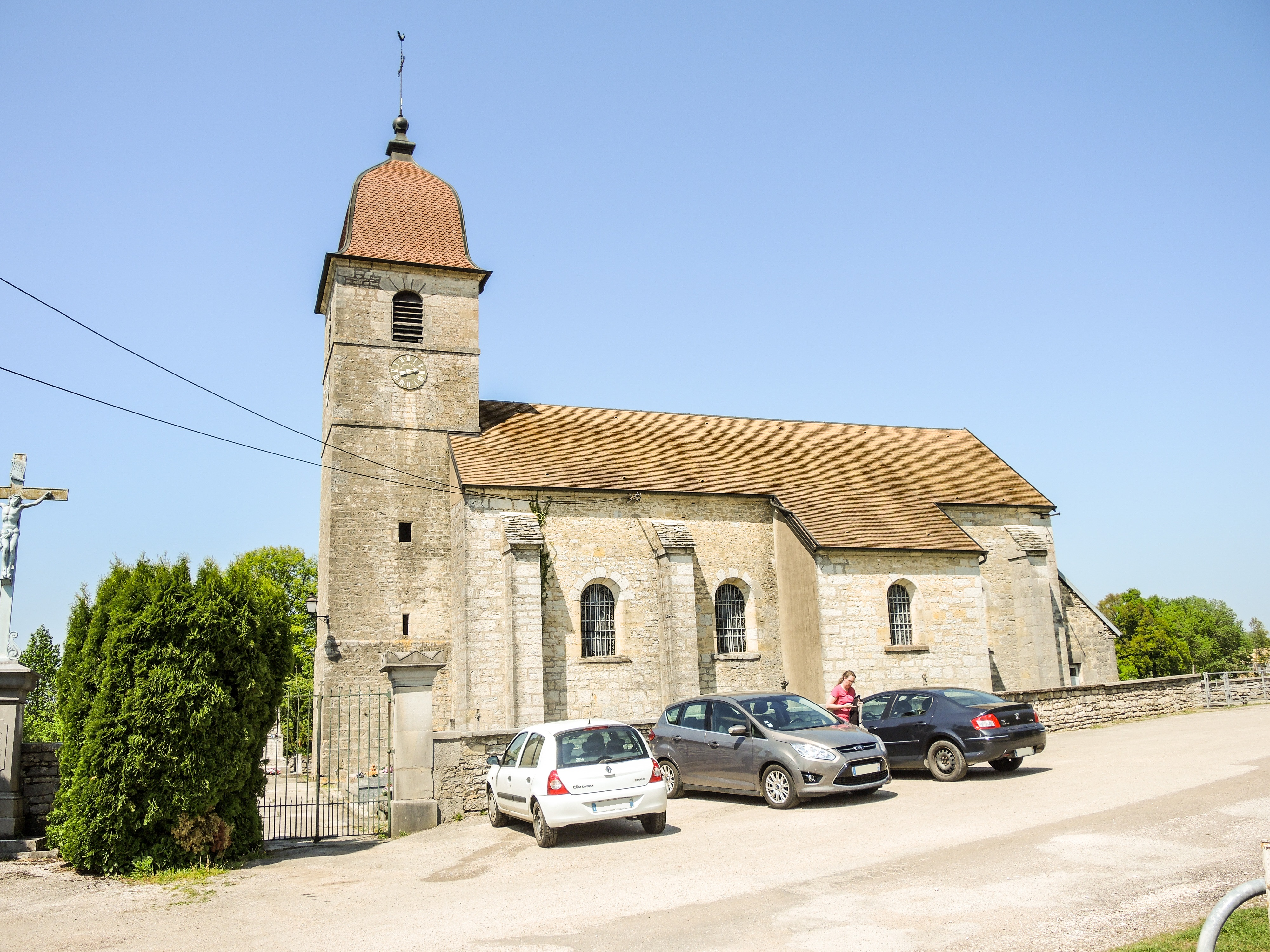
Kirche Saint-Nicolas

Die Dorfkirche Saint-Nicolas in Saules wurde im 18. Jahrhundert an der Stelle eines mittelalterlichen Vorgängerbaus errichtet. Erhalten sind die untersten Teile des Glockenturms aus dem 13. Jahrhundert. Im Ortskern sind verschiedene Bauernhäuser im charakteristischen Stil der Franche-Comté aus dem 17. bis 19. Jahrhundert erhalten.

## Bevölkerung
| Jahr                       | 1962 | 1968 | 1975 | 1982 | 1990 | 1999 | 2006 | 2016 |
| Einwohner                  | 170  | 155  | 142  | 159  | 177  | 189  | 195  | 225  |
| Quellen: Cassini und INSEE |      |      |      |      |      |      |      |      |

Mit 232 Einwohnern (1. Januar 2022) gehört Saules zu den kleinen Gemeinden des Départements Doubs. Nachdem die Einwohnerzahl in der ersten Hälfte des 20. Jahrhunderts markant abgenommen hatte (1886 wurden noch 312 Personen gezählt), wurde seit Beginn der 1980er Jahre wieder ein leichtes Bevölkerungswachstum verzeichnet.

## Wirtschaft und Infrastruktur
Saules war bis weit ins 20. Jahrhundert hinein ein vorwiegend durch die Landwirtschaft (Ackerbau, Obstbau und Viehzucht) und die Forstwirtschaft geprägtes Dorf. Daneben gibt es heute einige Betriebe des lokalen Kleingewerbes und ein Unternehmen des Transportgewerbes. Mittlerweile hat sich das Dorf auch zu einer Wohngemeinde gewandelt. Viele Erwerbstätige sind Wegpendler, die in den größeren Ortschaften der Umgebung oder in der Agglomeration Besançon ihrer Arbeit nachgehen.
Die Ortschaft liegt abseits der größeren Durchgangsstraßen an einer Departementsstraße, die von Ornans nach Baume-les-Dames führt. Eine weitere Straßenverbindung besteht mit Guyans-Durnes.